# Benefici per acció
Benefici per acció, acrònim BPA, (en anglès: Earnings per share; acrònim: EPS) és una ràtio financera que es fa servir en l'anàlisi fonamental de les empreses, principalment d'aquelles que cotitzen a la borsa, i que mesura la relació entre el Benefici net i el nombre d'accions d'una empresa. Els beneficis, en termes absoluts, d'una empresa amb una altra no són comparables, però en canvi, si aquests es divideixen entre el nombre d'accions en circulació s'obté una mesura uniforme que permet comparar entre empreses diverses.

## Fórmula
{\displaystyle {\mbox{BPA}}={\frac {\mbox{Benefici}}{\mbox{Nº Accions}}}}